# Triftwege in Spanien

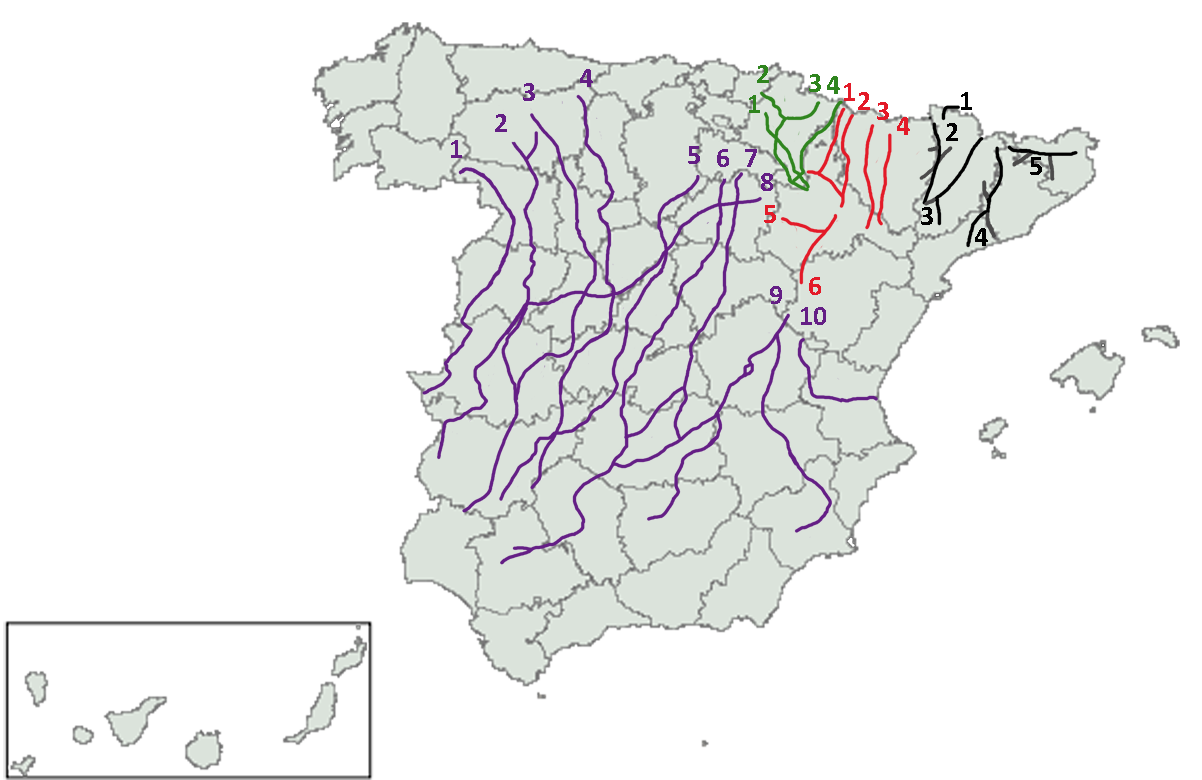
Die wichtigsten spanischen Triftwege

Die Triftwege in Spanien sind ein dichtes Netz von Viehwegen, die traditionell im Rahmen der Wanderweidewirtschaft, der Transhumanz, genutzt werden.
Ihre Länge beträgt im Einzelfall bis zu 800 km, die Summe aller spanischen Wege ergibt etwa 125.000 km. Mit 450.000 ha nehmen sie ca. 1 % der spanischen Landesfläche ein.

## Ausgangssituation

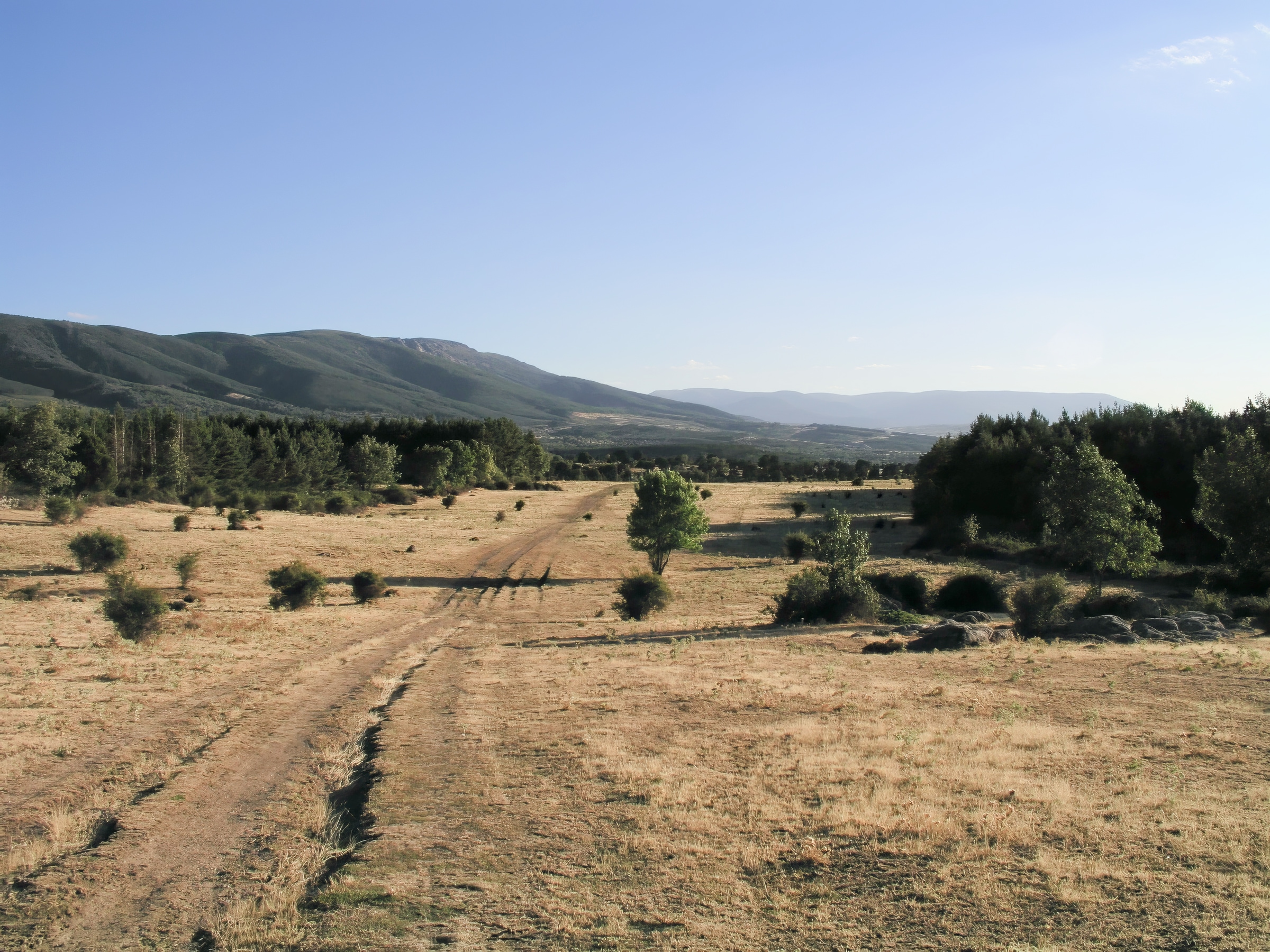
Cañada Real Soriana Occidental bei Prádena (Segovia)

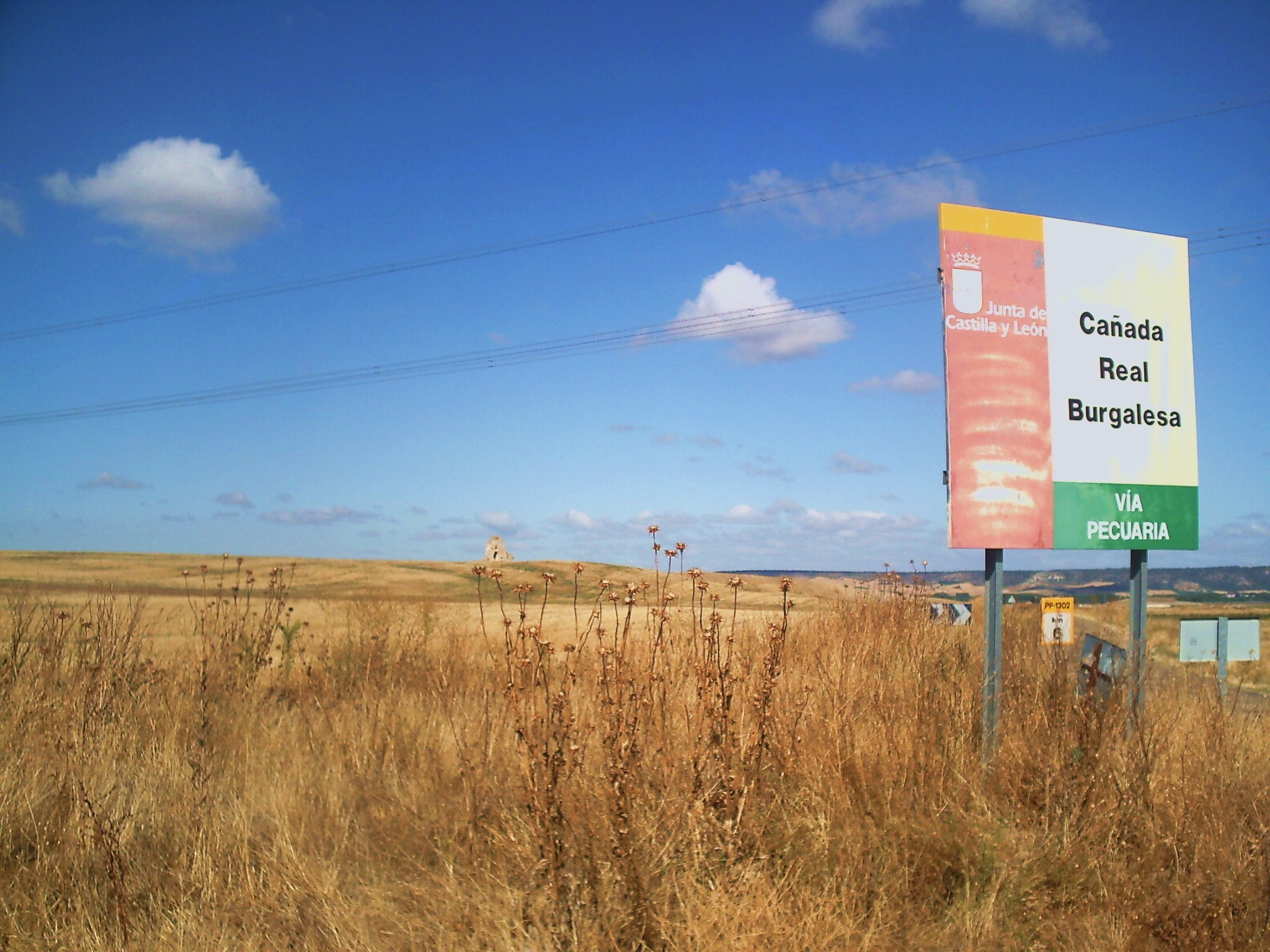
Cañada Real Burgalesa bei Valdecañas de Cerrato

Triftwege sind Viehwege zur Weide oder zwischen verschiedenen Weideplätzen.
Die klimatischen Bedingungen auf der Iberischen Halbinsel erschweren die ganzjährige lokale oder regionale Weidewirtschaft: Gebieten mit gemäßigtem Winter wie der Extremadura mangelt es im Sommer aufgrund hoher Temperaturen und Trockenheit an Grünfutter und Wasser; im Sommer futterreiche Weideregionen wie das Kantabrische Gebirge weisen dagegen recht kalte Winter auf.
Die Viehhalter trieben dementsprechend bereits sehr früh ihre Tiere in die klimatisch geeigneteren Regionen. In Spanien wird dabei zwischen zwei Arten der Viehtrift unterschieden: „Transterminanz“ bei Distanzen bis 100 km, „Transhumanz“ bei einer Entfernung von mehr als 100 km.
Zur Zeit der Reconquista erschwerten militärische Kampagnen während der Sommermonate zusätzlich den Feldbau in den umkämpften Gebieten. Die einzige Möglichkeit, diese Zonen landwirtschaftlich zu nutzen, war ebenfalls die Wanderweidewirtschaft, die zur sommerlichen Hauptkampfzeit diesen Bereich nicht mehr beweidete. Nach der Reconquista führte die Besitzstruktur der eroberten Gebiete besonders im Süden (wenige Besitzer, große Flächen) und der Mangel an Arbeitskräften infolge der kriegerischen Auseinandersetzung zu einer Ausweitung der Wanderweidewirtschaft speziell mit Merinoschafen. Die Vertretung dieser Schafzüchter nahm die zu diesem Zweck gegründete Mesta wahr.

## Wegarten
In Abhängigkeit von ihrer Nutzung unterscheiden sich die Viehwege in Länge und Breite. Regional werden gleiche Wege durchaus unterschiedlich benannt.
| Benennung   | Breite in Varas castellanas (Kastilische Elle) | Breite in Meter |
| ----------- | ---------------------------------------------- | --------------- |
| Cañada Real | 90                                             | 75,22           |
| Cordel      | 45                                             | 37,71           |
| Vereda      | 25                                             | 20,89           |
| Colada      | weniger als 25                                 | weniger als 20  |

Diese Breiten waren gesetzlich festgelegt und sind auch heute Basis des Gesetzes über den Schutz der Triftwege. Es gab jedoch auch abweichende Maße: im 18. Jahrhundert betrug die Breite der Vereda Mayor del Valle de Alcudia (Teil der Cañada Real Soriana Oriental) bei ihrem Eintritt ins Alcudia-Tal teilweise zwischen 300 und 800 m.

### Cañadas Reales

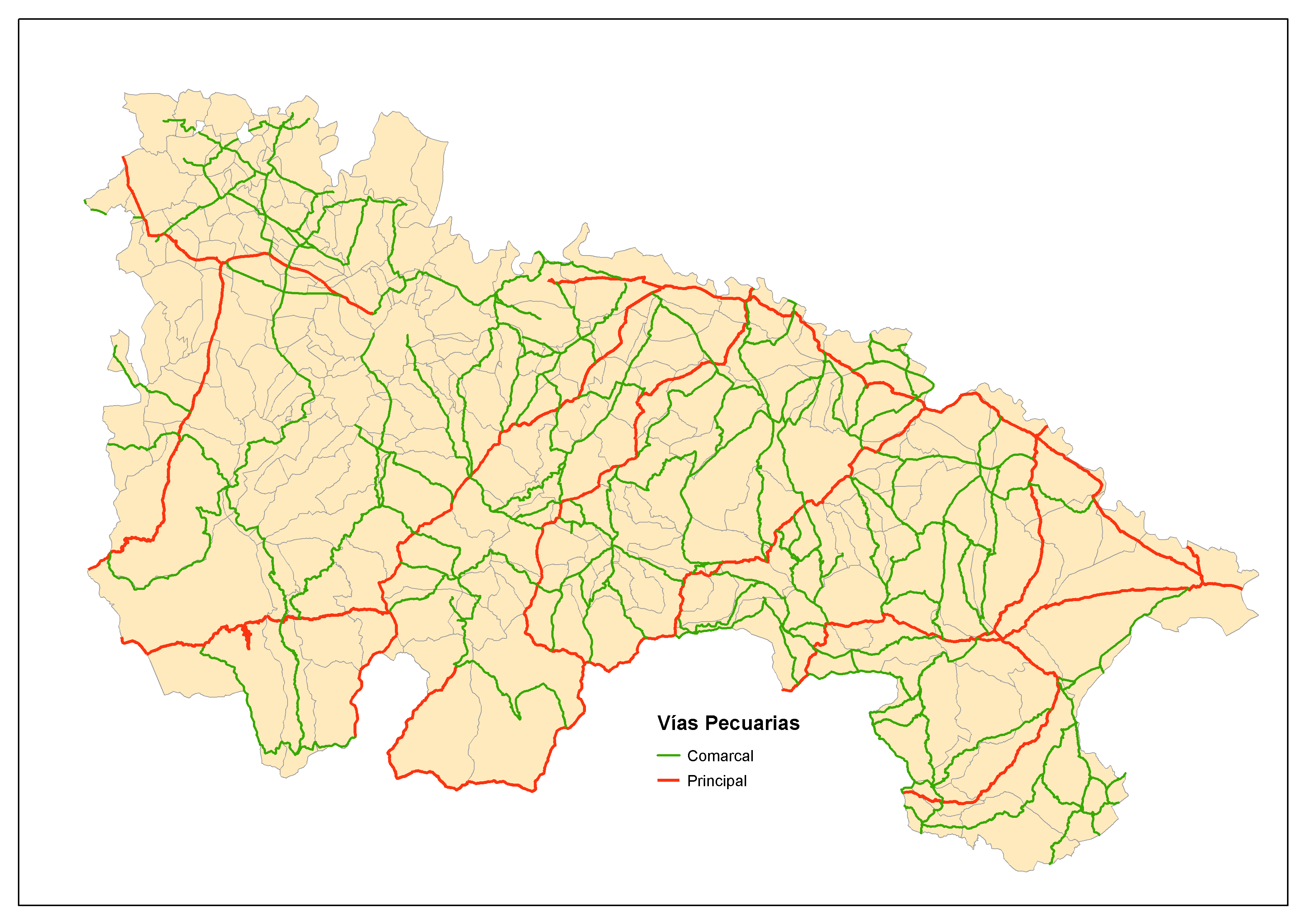
Triftwege in der Rioja

Die Cañadas Reales sind die längsten und breitesten spanischen Triftwege. Sie wurden im Mittelalter mit speziellen königlichen Privilegien geschützt und spielten eine wichtige Rolle für die spanische Wollwirtschaft und -ausfuhr. Aufgrund ihrer ökologischen Bedeutung wurde ihr Schutz im Jahr 1995 wieder in modernes spanisches Recht aufgenommen.
Andere Bezeichnungen für die Cañadas Reales sind:
- in Andalusien: Veredas de Carne (Vieh-/Fleischweg)
- in Aragonien: Cabañeras
- in Kastilien: Cordones, Cuerdas, Galianas oder Cabañíles
- in Katalonien: Carreradas

Von den neun wichtigsten königlichen Cañadas ist die Königlich Sorianische Cañadas die längste. Sie führt von der Provinz Soria bis in die Provinz Sevilla und misst insgesamt ca. 800 km.

## Ergänzende Einrichtungen

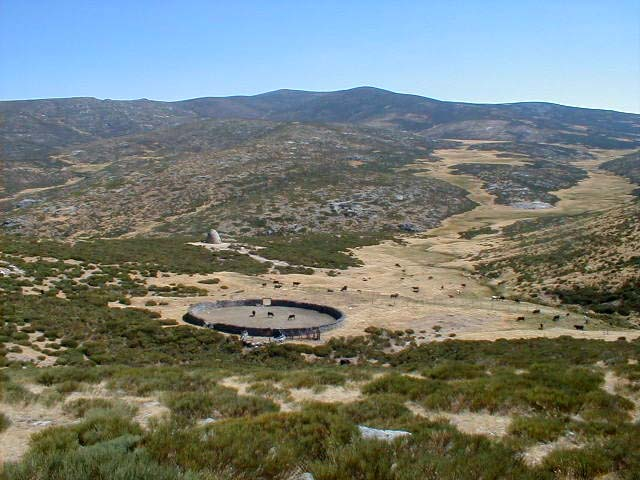
Sommerliche Bergweide La Serrota (Villafranca de la Sierra, Provinz Ávila). Außer dem Corral zur Aufnahme des Viehs zeigt das Bild die abgeweideten Cañadas (gelbe Flächen) und eine Chozo-Hütte.

Außer den beschriebenen Viehwegen gehören oder gehörten ergänzende Einrichtungen zur Wanderweidewirtschaft in Spanien.
- Descansaderos / Majadas – Ruheplätze / Pferche, Ausweitungen des Weges oder temporär eingezäunter Platz zum Rasten und Übernachten
- Contaderos – Zählplätze; enge Passagen oder Plätze mit Vorrichtungen zum Zählen der Tiere, auch Brücken wurden dazu genutzt
- Abrevaderos – Viehtränken, je nach den Gegebenheiten ein Brunnen mit Trog oder jahreszeitlich im Wegvorlauf vorhandene Bäche, Flüsse oder Tümpel
- Mojones / Hitos – Grenzsteine als Wegmarkierung und Abgrenzung zum angrenzenden Land
- Puertos reales (wörtl.: Königliche Pässe) – Mautstationen zum Eintreiben der königlichen Steuern auf die Transhumanz
- Puentes – Brücken
- Chozos – rundkegelige Hirtenhütten, Unterkünfte für Wanderhirten außerhalb der Heimatgemeinde
- Casas de esquileo – Scherstationen
- Lavaderos de lana – Wollwaschhäuser
- Sociedades ganaderas – Viehhaltervereinigungen
- Ermitas mesteñas – Häuser der Mesta
- Ventas de trashumancia – Viehverkaufsplätze
- Carteles indicadores de vía pecuaria – Übersichtstafeln der Triftwege